# Ingeborg Sørensen
Ingeborg Sørensen (née le 16 mai 1948) est un mannequin norvégien. Elle était la Playmate du mois du magazine Playboy pour son numéro de mars 1975. Elle fait d'ailleurs la couverture de Playboy ce même mois.
Ingeborg est née à Drammen, en Norvège. Elle a gagné le titre de Miss Norvège en 1972 et a terminé à la deuxième place du concours Miss Monde 1972 (qui a été remporté par l'Australienne Belinda Green ),.

## Filmographie
| Année | Titre                | Rôle                    | Remarques            |
| ----- | -------------------- | ----------------------- | -------------------- |
| 1972  | Le sommet de la pile | Infirmière Swenson      |                      |
| 1975  | Barette              | Fille                   | Épisode: "Le manoir" |
| 1979  | Kramer contre Kramer | Femme à la fête de Noël |                      |
| 2003  | Lille frk Norge      | Jurymedlem              |                      |